# 諸星美奈
諸星 美奈（もろぼし みな、1977年9月7日 - ）は、日本のAV女優。

## 略歴
神奈川県出身。1996年、 AVデビュー。
1998年、日下部レイに改名。『欲ばりな唇』は、1998年のマックス・エー売り上げ3位となった。

## 出演作品

### 諸星美奈名義
- Only You!!（1996年11月29日 Calen）
- 性女の滴ーDream Come Trueー（1996年12月27日 Calen）
- 素顔の誘惑（1997年3月10日、マックス・エー）
- 純愛みつけた・諸星美奈・19歳（1997年3月28日、KUKI）
- 予感（1997年4月10日、マックス・エー）
- 諸星美奈：‘諸星美奈’やっぱりキミしかいないッ！！（1997年7月30日 Max-A）
- 諸星美奈ベストセレクション（1997年9月19日、アリスJAPAN）
- 妖精伝説（1997年10月18日、マックス・エー）
- AV女優エクスタシーコレクション7（1997年11月、マックス・エー）
- MAX-A Anniversary（2000年11月24日、マックス・エー）他17名出演
- ブルーファイル 諸星美奈（2002年12月20日、マックス・エー）
- 黄金伝説 諸星美奈の原典（2009年8月28日、マックス・エー）
- 新 MAXピンクファイル 諸星美奈（2010年3月12日、マックス・エー）

### 日下部レイ名義
- 欲ばりな唇（1998年2月25日、マックス・エー）
- 美唇（1998年5月13日、サクセス・ビデオ・コミュニティ）